# Urbach (Bade-Wurtemberg)
Pour les articles homonymes, voir Urbach.
Urbach est une commune de Bade-Wurtemberg (Allemagne), située dans l'arrondissement de Rems-Murr, dans la région de Stuttgart, dans le district de Stuttgart. On a longtemps interprété ce nom et comme étant "ruisseau des aurochs", mais il pourrait s'agir d'un vieil hydronyme ur "eau" (cf. basque ur "id.").